# Municipio de San Andrés Ixtlahuaca
El municipio de San Andrés Ixtlahuaca (del náhuatl: ixtlahuatl, ca ‘llanura, en’‘En la llanura’) es uno de los 570 municipios que conforman al estado mexicano de Oaxaca, Su distancia aproximada a la capital del estado es de 12 kilómetros y Pertenece al distrito centro, dentro de la región valles centrales. Su cabecera es la localidad de San Andrés Ixtlahuaca.
Cuenta con 8 localidades que son: La Cieneguilla, Buenavista, El Valiente, La Palma, El Cazahuate, El Progreso, El Quelite y el barrio Tres Mujeres, y la Cabecera Municipal con nombre homónimo.

## Toponimia
(del náhuatl: ixtlahuatl, ca ‘llanura, en’‘En la llanura’). Según los pobladores Ixtlahuaca quiere decir isla porque anteriormente existían lagunas (aguas abundantes), es decir era un lugar en donde el agua se quedaba estancada y no tenía por donde salir, es por ello que se consideraba como una isla y a eso se refiere el significado.
San Andrés porque a la llegada de los españoles a la zona buscaron una imagen que los representara de acuerdo al lugar donde vivían, es por ello que como había bastante agua y San Andrés Apóstol era un pescador se consideró que era el nombre adaptable para este lugar.

## Historia
San Andrés Ixtlahuaca fue fundado aproximadamente en el año 1134 d. C. bajo el nombre de "Lachixigui Zageratos"  ciudad contemporánea posiblemente a Monte Alban en su última etapa histórica, por habitantes Mixtecos, posteriormente a la conquista de Huaxyacac por los aztecas, Moctezuma Xocoyotzin decidió y ordenó repartir la tierra de la ciudad entre los pobladores salidos de Texcoco, Tacuba, Tenochtitlán, Xochimilco, Chalco, Tierra Caliente y mazahuas, que se asentaron seguramente en Calpullis, separados según su pueblo de origen, libres de tributo, siendo estos nuevos habitantes a su llegada a Lachixigui Zageratos renombraron la zona como Ixtlahuaca.
En 1521, posterior a la conquista de Tenochtitlán y la caída del Imperio Azteca, y la consecuente sumision de los caciques Zapotecas en el Valle Mixteco de Oaxaca, por el conquistador Francisco de Orozco el pueblo fue nombrado San Andrés Ixtlahuaca, en honor a San Andrés Apóstol.   

### Conflicto Agrario con San Felipe Tejalapam
El conflicto agrario tiene sus orígenes en el año de 1929 cuando por resolución Presidencial San Andrés Ixtlahuaca fue dotado de 1440 hectáreas de tierras ejidales pertenecientes a la Hacienda Jalapilla, esta se ubicaba al margen del río, área que era administrada por la comunidad de Jalapa del Valle (perteneciente al Pueblo de San Felipe Tejalápam), por lo que los peones que laboraban en la Hacienda provenian de dicha población y nativos de diferentes rancherías aledañas: La Toma, Las Salinas, La Hierba Buena, Betanzos y El Conejo, todas enclavadas en tierras ejidales dotadas a San Andrés Ixtlahuaca, y para evitar ser expulsados aceptaron ser medieros del ejido de San Andrés Ixtlahuaca entregando 50 % de las cosechas levantadas y pagar renta de pastos.
Invasión de Jalapa del Valle
En 1954 el conflicto estalla a consecuencia de una invasión violenta de las tierras ejidales de San Andrés Ixtlahuaca por pobladores de Jalapa del Valle, esto mismo trajo como consecuencia que el 26 de marzo de 1945 se produjera un incendio de un horno de carbón en Jalapa del Valle que se entendió 10 hectáreas desde el arroyo la Corona, hasta el Mogote del mismo nombre en la Cieneguilla.
Días después las autoridades municipales en turno de San Andrés Ixtlahuaca dirigen un escrito al Presidente de la República el C. Adolfo Ruiz Cortines donde relataban los hechos del conflicto, sus orígenes y el problema latente en la zona, mismo que había dejado ya un muerto el día 24 de junio de 1954
Resoluciones de la Suprema Corte de Justicia de la Nación
El conflicto se complica el 29 de agosto de 1954 cuando fueron expedidos derechos agrarios a 132 campesinos originarios de Jalapa del Valle en terrenos ejidales de San Andrés Ixtlahuaca pero nunca fueron reconocidos estos derechos por el Comisariado Ejidal de la comunidad, por lo que las Autoridades de San Andrés Ixtlahuaca solicitan  a la Suprema Corte de Justicia de la Nación un amparo contra la expedición de derechos agrarios a campesinos de Jalapa del Valle, en terrenos de ejidales de San Andrés Ixtlahuaca, por lo que, el 9 de diciembre de 1957 la SCJN falla a favor de San Andrés Ixtlahuaca y anula los 132 certificados ejidales otorgados a pobladores de Jalapa del Valle, esta resolución no resolvió el conflicto en su totalidad pues en los años siguientes continuaron las invasiones de tierras ejidales y enfrentamientos armados.
En 1965 las autoridades de San Felipe Tejalápam solicitaron amparo a la SCJN en su fallo a favor de San Andrés Ixtlahuaca en 1957, por lo que en este mismo año la Suprema Corte de Justicia de la Nación otorga nuevamente el fallo a favor de San Andrés Ixtlahuaca dando por terminado el conflicto agrario con Jalapa del Valle.

## Geografía
El municipio abarca 35.77 km² y se encuentra a una altitud promedio de 1620 m s. n. m., oscilando entre 2400 y 1600 m s. n. m.
Limita al norte con los municipios de San Felipe Tejalápam y San Lorenzo Cacaotepec; al sur con San Pedro Ixtlahuaca; al oriente con Santa María Atzompa; al poniente con San Felipe Tejalápam. 

### Orografía
Formado por zonas accidentadas tales como: Mogote de la Señora, cerro del Conejo, cerro La Capitana, cerro Pajarito, cerro San Cristóbal y llano de Coco.

### Hidrografía
Las principales corrientes se conocen como saucera, arroyo grande y arroyo chiquito. 

### Flora
La vegetación formada por especies de: epazote, el berro, la hierba santa, pitiona, quintoniles, hierbabuena, verdolagas, chepiles, el eucalipto, el encino, sauces, pinos, jacarandas, robles y el zempontle.

### Fauna
Compuesta por diferentes especies de : el zanate, aguilillas, tórtolas, gavilanes, tordos, calandrias, gorriones, zenzontles, carpinteros, venturillas, chuparrosas o colibríes, cotorras, etc. En el monte se encuentran coyote, zorras, ardillas, comadrejas, tlacuaches y armadillos.

### Clima
De acuerdo con su ubicación, el clima de la zona es tropical húmedo, ya que se encuentra entre los trópicos. Sin embargo, por el relieve se caracteriza por ser un valle inter-montano, limitado por el sur por la Sierra Madre del Sur y por el norte por la Sierra Juárez, así como por otras montañas de menor magnitud, que conjuntamente lo rodean y condicionado de esta forma un clima seco, cuya característica principal es una elevada evaporación, que rebasa la escasa precipitación promedio de 650 milímetros, siendo la lluvia ciclónica la más importante al aportar el 80 % de la lluvia y el restante 20 % es aportado por las lluvias de tipo convectivo y frontal.
| Climograma de San Andrés Ixtlahuaca | Climograma de San Andrés Ixtlahuaca | Climograma de San Andrés Ixtlahuaca | Climograma de San Andrés Ixtlahuaca | Climograma de San Andrés Ixtlahuaca | Climograma de San Andrés Ixtlahuaca | Climograma de San Andrés Ixtlahuaca | Climograma de San Andrés Ixtlahuaca | Climograma de San Andrés Ixtlahuaca | Climograma de San Andrés Ixtlahuaca | Climograma de San Andrés Ixtlahuaca | Climograma de San Andrés Ixtlahuaca |
| --- | ----------------------------------- | ----------------------------------- | ----------------------------------- | ----------------------------------- | ----------------------------------- | ----------------------------------- | ----------------------------------- | ----------------------------------- | ----------------------------------- | ----------------------------------- | ----------------------------------- |
| E | F                                   | M                                   | A                                   | M                                   | J                                   | J                                   | A                                   | S                                   | O                                   | N                                   | D                                   |
| 46 29 13 | 36 34 14                            | 45 37 15                            | 58 40 16                            | 167 37 17                           | 325 32 14                           | 276 28 14                           | 297 28 18                           | 328 26 12                           | 196 29 13                           | 94 28 13                            | 52 29 12                            |
| temperaturas en °C • totales de precipitación en mm fuente: |                                     |                                     |                                     |                                     |                                     |                                     |                                     |                                     |                                     |                                     |                                     |
| Conversión sistema imperial\| E \| F \| M \| A \| M \| J \| J \| A \| S \| O \| N \| D \| \| 1.8 84 55 \| 1.4 93 57 \| 1.8 99 59 \| 2.3 104 61 \| 6.6 99 63 \| 13 90 57 \| 11 82 57 \| 12 82 64 \| 13 79 54 \| 7.7 84 55 \| 3.7 82 55 \| 2 84 54 \| \| temperaturas en °F • totales de precipitación en pulgadas \| \| \| \| \| \| \| \| \| \| \| \| |                                     |                                     |                                     |                                     |                                     |                                     |                                     |                                     |                                     |                                     |                                     |
| E | F                                   | M                                   | A                                   | M                                   | J                                   | J                                   | A                                   | S                                   | O                                   | N                                   | D                                   |
| 1.8 84 55 | 1.4 93 57                           | 1.8 99 59                           | 2.3 104 61                          | 6.6 99 63                           | 13 90 57                            | 11 82 57                            | 12 82 64                            | 13 79 54                            | 7.7 84 55                           | 3.7 82 55                           | 2 84 54                             |
| temperaturas en °F • totales de precipitación en pulgadas |                                     |                                     |                                     |                                     |                                     |                                     |                                     |                                     |                                     |                                     |                                     |

| E                                                         | F         | M         | A          | M         | J        | J        | A        | S        | O         | N         | D       |
| 1.8 84 55                                                 | 1.4 93 57 | 1.8 99 59 | 2.3 104 61 | 6.6 99 63 | 13 90 57 | 11 82 57 | 12 82 64 | 13 79 54 | 7.7 84 55 | 3.7 82 55 | 2 84 54 |
| temperaturas en °F • totales de precipitación en pulgadas |           |           |            |           |          |          |          |          |           |           |         |

La temperatura media anual en la zona es de 23 °C . El mes más cálido es abril, cuando la temperatura promedio es de 28 °C, y el más frío es septiembre, con 19 °C. La precipitación media anual es de 1921 milímetros. El mes más lluvioso es septiembre, con un promedio de 328 mm de precipitación , y el más seco es febrero, con 36 mm de precipitación. 

## Demografía
De acuerdo al último censo, realizado por el INEGI en 2020, la población en San Andrés Ixtlahuaca fue de 1,776 habitantes (47.6 % hombres y 52.4 % mujeres). En comparación a 2010, la población en San Andrés Ixtlahuaca creció un 23.4 %, repartidas entre 8 localidades.
Los rangos de edad que concentraron mayor población fueron 10 a 14 años (149 habitantes), 5 a 9 años (148 habitantes) y 0 a 4 años (147 habitantes). Entre ellos concentraron el 25 % de la población total. 

## Costumbres y Tradiciones

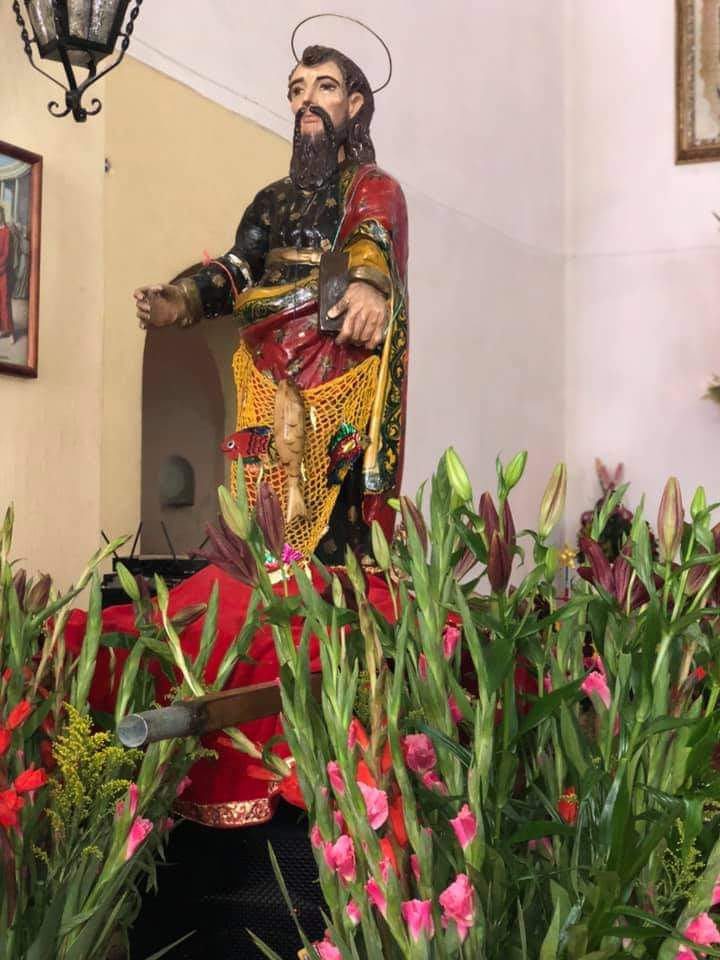
San Andrés Apóstol en San Andrés Ixtlahuaca

El 30 de noviembre se celebra la fiesta en honor de San Andrés Apóstol, Santo Patrono de la comunidad, encabezada por la autoridad municipal, madrinas de calenda y vecinos de la comunidad, celebrando una misa en la noche del 28 de noviembre para posteriormente dirigirse al palacio municipal donde el Presidente en turno inaugura la fiesta e inmediatamente después inicial la calenda que realiza un recorrido por las calles del pueblo culminando al día siguiente en la madrugada del 29 de noviembre con la interpretación de las Mañanitas en la Iglesia del pueblo, durante el día vecinos de la comunidad y devotos al santo visitan la iglesia para pedir y dar gracias al Santo.

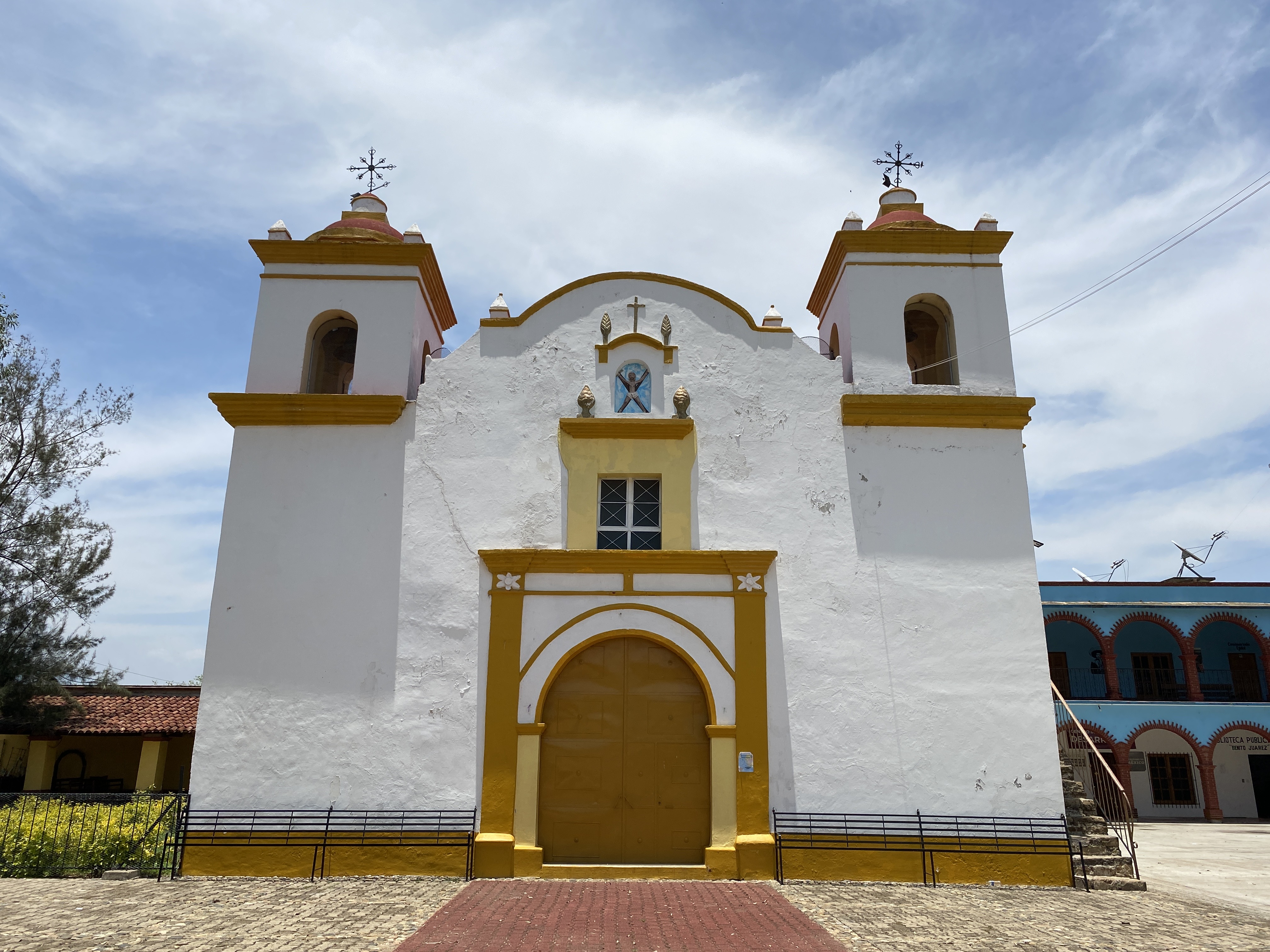
Templo de San Andrés Ixtlahuaca

La noche del 29 de noviembre se realiza la tradicional quema de fuegos pirotécnicos y la quema del castillo, y en la madrugada del 30 de noviembre se realiza la interpretación de las mañanitas en la iglesia del pueblo y durante este día y días posteriores se realizan bailes de diferentes grupos para el disfrute de los vecinos de la comunidad y comunidades aledañas.  

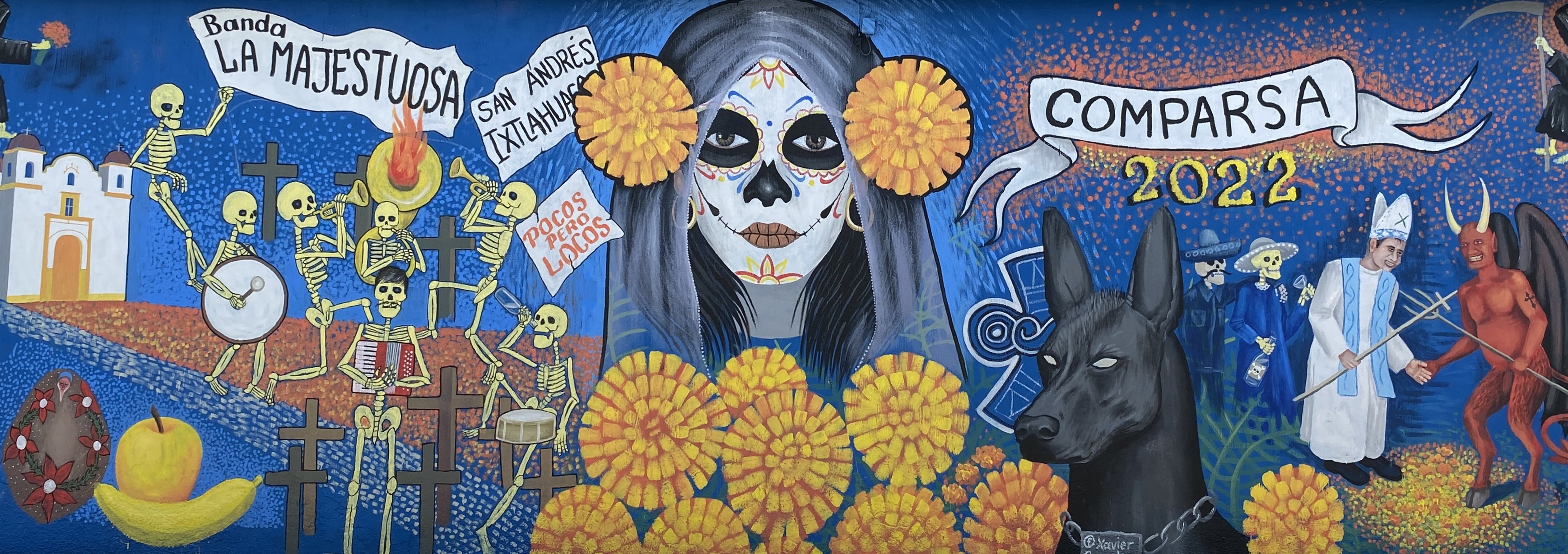
Mural: Comparsa 2022 en San Andrés Ixtlahuaca

El día de los fieles difuntos, 1 de noviembre en la comunidad se realiza una comparsa que recorre las calles de la comunidad y visita las casas de los vecinos que por voluntad propia dan permiso para que esta ingrese a sus casas y en ocasiones dar un pequeño presente a todos los visitantes integrantes de la comparsa y gente que la acompañe.

## Política
San Andrés Ixtlahuaca, se rige por usos y costumbres, lo que significa que el máximo órgano de gobierno es la Asamblea General de Ciudadanos, la cual tiene la facultad para nombrar a las autoridades municipales, Alcalde Único Constitucional que cumple funciones de impartición de justicia y apeo y deslinde de terrenos, así como comités de apoyo; niveles organizativos que conjuntamente contribuyen a dirigir el futuro de la comunidad, utilizando como estrategia fundamental el trabajo comunitario "tequio", herencia cultural. la asamblea se reúne cada tres años en los meses de octubre o noviembre y procede a elegir a los miembros del ayuntamiento, que entre otros son: 
- Presidente Municipal
- Sindico Municipal
- Regiduría de Hacienda
- Regiduría de Educación
- Regiduría de Seguridad
- Regiduría de Obras
- Regiduría de Salud

Una vez electas las autoridades tienen que cumplir con los acuerdos emanados de las asambleas generales de ciudadanos, validados en las actas respectivas. 

### Representación Legislativa
Para la elección de diputados locales al Congreso de Oaxaca y de diputados federales a la Cámara de Diputados federal, San Andrés Ixtlahuaca se encuentra integrado en los siguientes distritos electorales:

#### Local
- Distrito Electoral XII Santa Lucía del Camino con cabecera en Santa Lucía del Camino

#### Federal
- Distrito electoral federal 3 de Oaxaca con cabecera en la ciudad de Huajuapan de León.

### Actualidad
Con fecha 27 de octubre del año 2019 la Asamblea Comunitaria nombró al C. Marcial Floriberto García Morales como presidente municipal para el periodo constitucional 2020-2022.
En sesión ordinaria, con fecha 28 de septiembre del 2022 el H. Congreso del Estado Libre y Soberano de Oaxaca nombró a la C. Lic Ramona Nicolasa López López como Encargada de Despacho del Municipio en consecuencia del decreto 700 de la LXV Legislatura para la culminación del periodo constitucional 2020-2022. 
En Asamblea Comunitaria con fecha 16 de noviembre del 2022 se nombró como Presidente Municipal al C. Lic. Delfino Sanchez Ramirez para el periodo constitucional 2023-2025.

### Presidentes Municipales
- (2017 - 2019): Lic. Luis Javier Hernández López
- (2020 - 2022): Marcial Floriberto García Morales
- (2022 - 2022): Lic. Ramona Nicolasa López López
- (2023 - 2025): Lic. Delfino Sánchez Ramírez